# لیک ریپلی (ویسکانسین)
لیک ریپلی (به انگلیسی: Lake Ripley) یک منطقهٔ مسکونی در ایالات متحده آمریکا است که در اوکلند واقع شده‌است. لیک ریپلی ۶٫۷ کیلومتر مربع مساحت و ۱٬۷۷۹ نفر جمعیت دارد و ۲۶۱ متر بالاتر از سطح دریا واقع شده‌است.